# Lijst van voetbalinterlands Australië - Iran
Deze lijst van voetbalinterlands is een overzicht van alle officiële voetbalwedstrijden tussen de nationale teams van Australië en Iran. De landen speelden tot op heden zes keer tegen elkaar. De eerste ontmoeting, een kwalificatiewedstrijd voor het Wereldkampioenschap voetbal 1974, vond plaats in Sydney op 18 augustus 1973. Het laatste duel, een kwalificatiewedstrijd voor het Wereldkampioenschap voetbal 1998, werd gespeeld op 29 november 1997 in Melbourne.

## Wedstrijden
| № | Plaats    | Datum            | Competitie           | Wedstrijd        | Uitslag |
| - | --------- | ---------------- | -------------------- | ---------------- | ------- |
| 1 | Sydney    | 18 augustus 1973 | WK 1974 kwalificatie | Australië – Iran | 3 – 0   |
| 2 | Teheran   | 24 augustus 1973 | WK 1974 kwalificatie | Iran – Australië | 2 – 0   |
| 3 | Melbourne | 14 augustus 1977 | WK 1978 kwalificatie | Australië – Iran | 0 – 1   |
| 4 | Teheran   | 25 november 1977 | WK 1978 kwalificatie | Iran – Australië | 1 – 0   |
| 5 | Teheran   | 22 november 1997 | WK 1998 kwalificatie | Iran – Australië | 1 – 1   |
| 6 | Melbourne | 29 november 1997 | WK 1998 kwalificatie | Australië – Iran | 2 – 2   |

## Samenvatting
| Competitie      | Totaal gespeeld | Winst Australië | Gelijk | Winst Iran | Doelsaldo Australië – Iran |
| --------------- | --------------- | --------------- | ------ | ---------- | -------------------------- |
| WK-kwalificatie | 6               | 1               | 2      | 3          | 6 − 7                      |
| Totaal          | 6               | 1               | 2      | 3          | 6 − 7                      |

Wedstrijden bepaald door strafschoppen worden, in lijn met de FIFA, als een gelijkspel gerekend.